# Мюллер, Фридрих (1749)
Фридрих Мюллер (нем. Friedrich Müller, Мюллер-живописец (нем. Maler Müller); 13 января 1749, Бад-Кройцнах — 23 апреля 1825, Рим) — немецкий поэт, драматург и художник, близкий к движению «Бури и натиска».

## Биография
Мюллер родился в семье пекаря, пивовара и трактирщика из Кройцнаха. Отец умер рано, и Фридриху пришлось бросить учёбу в гимназии и работать на семейном предприятии. В этот период он сделал свои первые рисунки и написал первые стихи. Мюллер учился у придворных художников Иоганна Христиана фон Манлиха, а также у Даниэля Гина, служившего при дворе герцога Кристиана IV Цвейбрюккенского. В 1769 году Мюллер поступил в Мангеймскую академию рисования, где заинтересовался Античностью и Возрождением. Курфюрст Карл IV Теодор назначил его своим кабинетным художником. С этого времени Мюллер поддерживал контакты с Готхольдом Эфраимом Лессингом, Кристофом Мартином Виландом и Фридрихом Шиллером. У него завязались дружеские отношения с ровесником Иоганном Вольфгангом Гёте, Гёте хвалил рисунки и иллюстрации Мюллера, они состояли в переписке. И Мюллер, и Гёте работали над материалами о Фаусте. Мюллер интересовался историей Фауста с детства: считается, что Фауст некоторое время учительствовал в Кройцнахе. В 1776 году Фридрих Мюллер написал «Сцены из жизни Фауста» (Situationen aus Fausts Leben), а спустя два года — первый акт драмы «Жизнь и смерть доктора Фауста» (Doktors Fausts Leben und Tod), описывающий встречу Фауста с незнакомцем. Мюллеровский Фауст предстаёт истинным «бурным гением», вступившим в конфликт с филистерской ограниченностью, завистью и клеветой соперников в провинциальном университетском городке. Он признаётся незнакомцу, что желает стать «Колумбом ада»: «Зачем я мучаюсь и не решаюсь отважиться на деяние, дерзостно свершить которое я предназначен со времён сотворения мира?» Фауст дерзает, заклинает силы ада на перекрёстке дорог и общается с семью духами.
В 1778 году Мюллер отправился в Рим, где небогато проживал на стипендию, которую ему выхлопотал Гёте у веймарского герцога. В вечном городе Мюллер играл видную роль в римском кружке немецких художников, хотя сам успеха в живописи не имел. Картины, которые Мюллер отсылал в Веймар, не нравились ни Гёте, ни его друзьям, что привело к разрыву между Мюллером и Гёте. В 1781 году Мюллер перешёл в католичество. С 1789 года финансовая поддержка прекратилась, и Мюллер занялся в Риме журналистской деятельностью для разных немецких газет, искусствоведением и подрабатывал экскурсоводом. В 1805 году он провёл экскурсию по Риму для баварского кронпринца и будущего короля Людвига I. Тот присвоил Мюллеру титул придворного художника и назначил пенсию. Мюллер встречался со многими знаменитыми путешественниками, например с Людвигом Тиком.
В Риме Фридрих Мюллер продолжал и литературную деятельность. Его перу принадлежат многочисленные идиллии, в которых прослеживается заметное влияние Соломона Гесснера, тем не менее Мюллер раскрывает античные и библейские сюжеты на свой лад, стремясь показать крестьянский быт. В идиллиях на немецкие сюжеты, например «Стрижка овец» (Die Schafschur, 1775) и «Чистка орехов» (Das Nußkernen, 1811), Мюллер с юмором рисует живых людей — крестьян, их нравы и быт. Народные идиллии Мюллера позднее вдохновили Бертольда Ауэрбаха на написание «Шварцвальдских деревенских историй». Перу Фридриха Мюллера также принадлежит пьеса «Голо и Геновефа», близкая к «Гёцу фон Берлихингену» и традициям рыцарских драм. По инициативе Тика в 1811 году было опубликовано полное собрание сочинений Фридриха Мюллера. 76-летний Мюллер умер от последствий инсульта.